# Licuala stongensis
Licuala stongensis är en enhjärtbladig växtart som beskrevs av Saw. Licuala stongensis ingår i släktet Licuala och familjen Arecaceae. Inga underarter finns listade i Catalogue of Life.